# مائوریتسیو ماجانی
مائوریتسیو ماجانی (ایتالیایی: Maurizio Maggiani؛ زادهٔ ۱ اکتبر ۱۹۵۱) یک نویسنده اهل ایتالیا است. وی برنده جوایز ویارجیو (۱۹۹۵) و استراگا (۲۰۰۵) شده‌است.
مائوریتسیو ماجانی در جوانی به حرفه‌های متعددی از جمله کارگری و فروشندگی دست زد و سپس به‌طور حرفه⁬⁬‌ای به ادبیات و روزنامه‌نگاری روی آورد. او از لحاظ سیاسی کم و بیش گرایش‌های آنارشیستی دارد. در سال ۱۹۹۵ با کتاب «شجاعت سینه⁬‌سرخ» جایزهٔ «ویارجو» و جایزهٔ «هکامپی⁬یلو» را از آن خود کرد. در سال ۱۹۹۸ با کتاب «ملکهٔ ناشایست» جایزهٔ «آلاسیو» و سال ۱۹۹۹ جایزهٔ «استرزا» و جایزهٔ «کیانتی» را به خود اختصاص داد. در سال ۲۰۰۲ با کتاب «یک سرگیجه بود» جایزه ادبی «داستان⁬های عاشقانه» را به خود اختصاص داد و کاندیدای جایزهٔ «پیرو کیارا» شد. سال ۲۰۰۵ جایزهٔ «استرگا»، جایزهٔ «ارنست همینگوی» و جایزهٔ «پارکو دلا ماییه⁬لا» را برای رمان «مسافر شبانه» از آن خود کرد. مائوریتسیو ماجانی در حال حاضر به ادبیات و حرفه⁬‌ای روزنامه‌نگاری می‌پردازد.

## کتابشناسی
رمان
- Vi ho già tutti sognato una volta (فلترینلی، ۱۹۹۰)
- Felice alla guerra (فلترینلی، ۱۹۹۲)
- Il coraggio del pettirosso (فلترینلی، ۱۹۹۵) «شجاعت سینه⁬سرخ» (مرور کتاب)
- Màuri, màuri (Editori riuniti, ۱۹۸۹ - فلترینلی، ۱۹۹۶)
- La regina disadorna (فلترینلی، ۱۹۹۸) «ملکهٔ ناشایست» (مرور کتاب)
- È stata una vertigine (فلترینلی، ۲۰۰۲) «یک سرگیجه بود»
- Il viaggiatore notturno (فلترینلی، ۲۰۰۵) «مسافر شبانه» (مرور کتاب) (با ترجمهٔ اثمار موسوی‌نیا از سوی نشر افسون خیال منتشر شده است)
- Meccanica celeste (فلترینلی، ۲۰۱۰)